# شهرستان الدآمبت
شهرستان الدآمبت (به هلندی: Oldambt) یک شهرستان در هلند است که در خرونینگن واقع شده‌است. شهرستان الدآمبت ۲ متر بالاتر از سطح دریا واقع شده‌است.